# Гольхендане-Кедим
Гольхендане-Кедим (перс. گلخندان قدیم‎) — село на севере Ирана, в остане Тегеран. Входит в состав шахрестана Пардис. Является частью дехестана (сельского округа) Гольхендан бахша Бумехен.

## География
Село находится в центральной части остана, на левом реки Рудханейе-Ира, на расстоянии приблизительно 5 километров (по прямой) к юго-востоку от города Пардис, административного центра шахрестана. Абсолютная высота — 1607 метров над уровнем моря.

## Население
По данным переписи 2006 года население села составляло 250 человек (135 мужчин и 115 женщин). В Гольхендане-Кедиме насчитывалось 66 домохозяйств. Уровень грамотности населения составлял 76 %. Уровень грамотности среди мужчин составлял 80,7 %, среди женщин — 70,4 %.
В 2016 году в селе имелось 177 домохозяйств и проживало 553 человека (287 мужчин и 266 женщин).